# Danmarks runeindskrifter 352
Runinskrift DR 352, också känd som Vapnöstenen, är en runsten som står i parken vid Vapnö slott i Vapnö socken och Halmstads kommun och härad i Halland.

## Stenen
Stenen som är av granit har fått omfattande skador, toppen är rakt avslagen och mitt i stenen sitter en stor järnkrampa, 25 cm från toppen. Höjden är 73 cm, bredden 36 cm och tjockleken 37 cm. Det som återstår av på stenen är två raka runband som löper utmed stenens ytterkanter. Banden är fyllda med relativt stora runor (7-13 cm).
2017 fräschades stenen upp och runorna fick ny färg. Runstenen vid Vapnö har tidigare räknats som ett medeltida verk. Men enligt den omtolkning som Riksantikvarieämbetets runolog gjorde i samband med imålningen av runorna bör den i stället uppfattas som vikingatida.
Den översatta inskriften som innehåller en kristen bön följer nedan:

## Inskriften
Translitterering av runraden:
... raistu : stin : æft-... ¶ ... ...-(s)(t)r : hialmbi : saul : ho...
Normalisering till äldre fornsvenska:
... resþu sten æft[iʀ] ... [Kri]str hialpi sol ha[ns].
Översättning till nusvenska:
...reste sten efter... Kristus hjälpe hans själ.
Minst två namn hade föregått verbet ræistu p.g.a. att det är böjt i pluralis.